# Бобровка (Томський район)
Бобро́вка (рос. Бобровка) — присілок у складі Томського району Томської області, Росія. Входить до складу Наумовського сільського поселення.

## Населення
Населення — 5 осіб (2010; 0 у 2002).